# Karnawał w Bahia
Karnawał w Bahia, właściwie Karnawał w Salvadorze (port. Carnaval da Bahia) – zabawa karnawałowa, która odbywa się corocznie w Salvadorze, stolicy stanu Bahia w Brazylii. Zaczyna się na 6 dni przed Popielcem, czyli w poprzedzający go czwartek. Imprezy karnawałowe odbywają się w 12 dzielnicach miasta, jednak najwięcej osób zbiera się na trzech trasach przemarszu bloków karnawałowych: Dodô (Barra - Ondina), Osmar (Campo Grande - Avenida Sete) i Batatinha (Centrum Historyczne). Podczas karnawału można usłyszeć muzykę axé, samba-reggae oraz wziąć udział w pochodzie ciężarówek-platform zwanych tríos elétricos. Co roku setki tysięcy turystów odwiedza miasto w czasie karnawału, w 2017 roku było to 750 tys., z czego ok. 100 tys. to turyści zagraniczni. 

## Historia

### Początki karnawału
W pierwszych latach kolonizacji portugalskiej, do Brazylii przeniesiono europejskie zwyczaje karnawałowe, z których najpopularniejszym było entrudo - zabawa uliczna, w której uczestniczyli przedstawiciele wszystkich klas społecznych, także niewolnicy. Uczestnicy zabawy mieli w zwyczaju obrzucać się różnymi przedmiotami, a także oblewać perfumami. Stosowano także wypełnione perfumami owoce lub inne przedmioty, nasączone także nieprzyjemnie pachnącymi substancjami. 
W połowie XIX wieku, w 1853 r. entrudo zostały oficjalnie zakazane, co odbyło się także pod naciskiem Kościoła. Od tego momentu zabawa karnawałowa przybrała dwie formy: bale karnawałowe dla zamożnych lub inne rodzaje zabaw ulicznych dla ubogich. Pod koniec XIX wieku najbogatsze rodziny z Bahia zaczęły tworzyć kluby karnawałowe, które maszerowały ulicami Salvadoru, posługując się barwnie przystrojonymi wozami, ciągniętymi przez zwierzęta. Były to pierwsze carros alegóricos, stosowane do dzisiaj podczas karnawału w Rio de Janeiro. Do podobieństw ze współczesnym karnawałem z Sambodromu należą również bogate stroje uczestników i przepych, jaki towarzyszył tym przemarszom. 
Za pierwszy uliczny karnawał w Salvadorze uznaje się 1884 r., kiedy miasto liczyło 170 tys. mieszkańców. Tego roku na ulice wyszedł pierwszy klub karnawałowy Cruz Vermelha (Czerwony Krzyż), którego uczestnicy byli ubrani według jednej konwencji tematycznej. Zabawa bardziej przypominała europejskie imprezy karnawałowe, głównie weneckie.

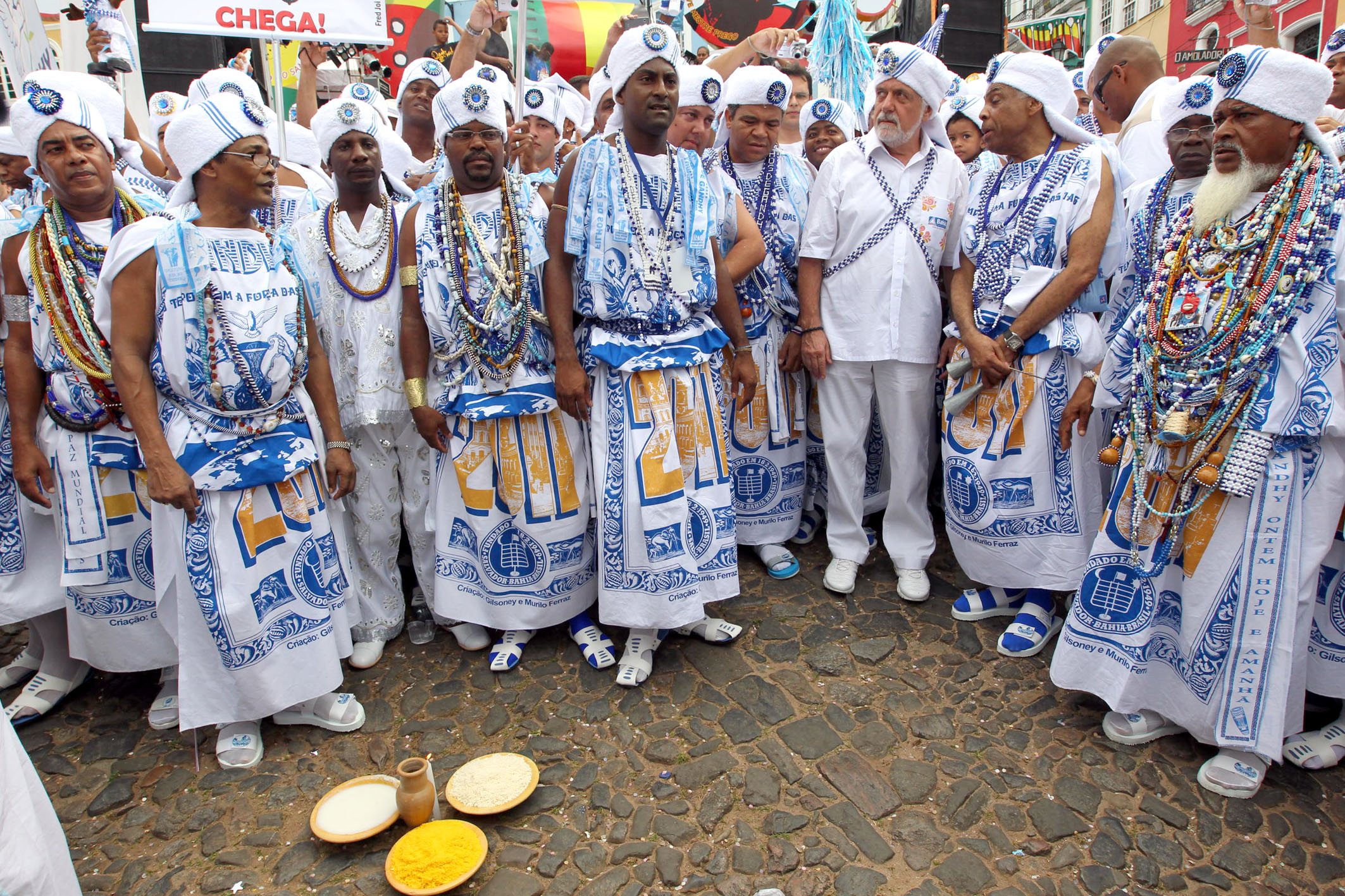
Blok Filhos de Gandhy, Pelourinho

Pod koniec XIX wieku w Salvadorze zaczęły powstawał pierwsze bloki afoxé, tworzone przez czarnych. Pierwszy z nich to Embaixada Africana (Ambasada Afrykańska) utworzony w 1885 r. Uczestnicy organizowali swoje zabawy w biedniejszych dzielnicach miasta: w Baixa dos Sapateiros, Taboão, Barroquinha i Pelourinho. Bogatsi trzymali się własnych dzielnic. Bloki afoxé podejmowały tematykę kultury afrykańskiej, nawiązywały do niej również stroje i rekwizyty. 
Najbardziej znany obecnie blok afoxé to Filhos de Ganhdy (Synowie Gandhiego), utworzony w 1949 r., ku czci Mahatmy Gandhiego, zamordowanego rok wcześniej.

### Współczesny karnawał
Początki współczesnego karnawału w Bahia sięgają lat 50. XX wieku, kiedy to dwaj przyjaciele, Adolfo Dodô Nascimento i Osmar Álvares Macêdo, bardziej znani jako Dodô i Osmar, wynaleźli pierwszy trío elétrico. Był to Ford 1929, zwany Fobica, z namalowanymi na karoserii na podobieństwo konfetti kolorowymi kółkami i wyładowany głośnikami. W karnawałową niedzielę Dodô i Osmar wyjechali swoim autem na ulice Salvadoru, kierując się w stronę Praça Castro Alves i Rua Chile. Wkrótce za samochodem podążał już rozbawiony tłum i tak narodził się pierwszy w historii trío elétrico.

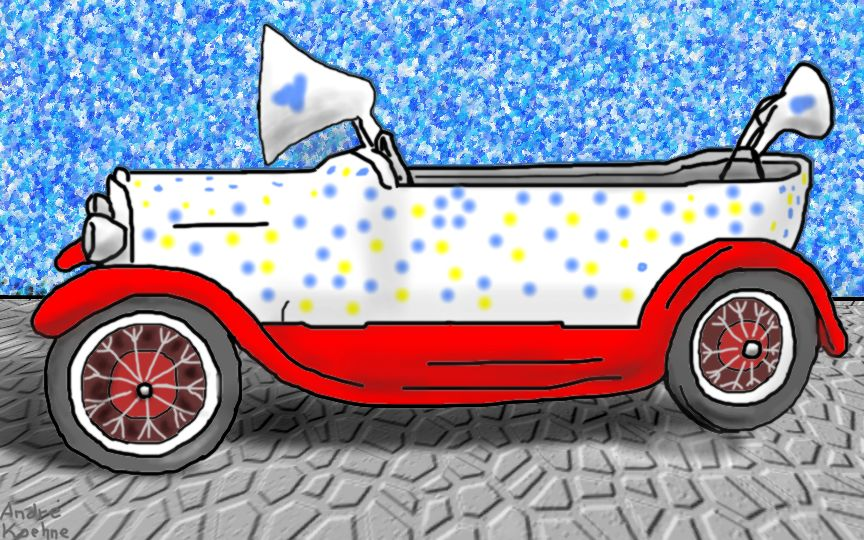
Pierwszy trio elétrico autorstwa Dodô i Osmara

Dzisiaj tą nazwą określa się dużą ciężarówkę lub autobus, wypełniony głośnikami i z platformą przystosowaną do występu artystów. To znaczenie zaczęło być kojarzone z trío elétrico już w 1952 r., a zjawisko to spopularyzował w 1969 r. Caetano Veloso, w swojej piosence Atrás do trio elétrico (Podążając za trío elétrico). 
W 1959 r. podczas karnawału w Salvadorze pojawiła się po raz pierwszy postać Rei Momo (Król Momo), który uosabiał postać błazna znanego ze średniowiecznych dworów królewskich. Jego karnawałowa rola to strażnik i ambasador dobrej zabawy. Pierwszym królem Momo został taksówkarza Ferreirinha i występował w tej roli przez prawie 30 lat (1959-88). W 1990 r. odbyły się pierwsze otwarte wybory i głosowanie na króla Momo. Obecnie konkurs jest przeprowadzany przez TV Aratu, we współpracy z Federacją Organizacji Karnawałowych z Bahia. 
W 1962 r. pojawił się pierwszy duży blok karnawałowy, Os Internacionais, od 1990 r. nazwę skrócono do Inter. Blok powstał w dzielnicy Santo António w Salvadorze i jego pierwszy przemarsz odbył się trasą Campo Grande/Avenida. Członkami bloku byli sami mężczyźni.

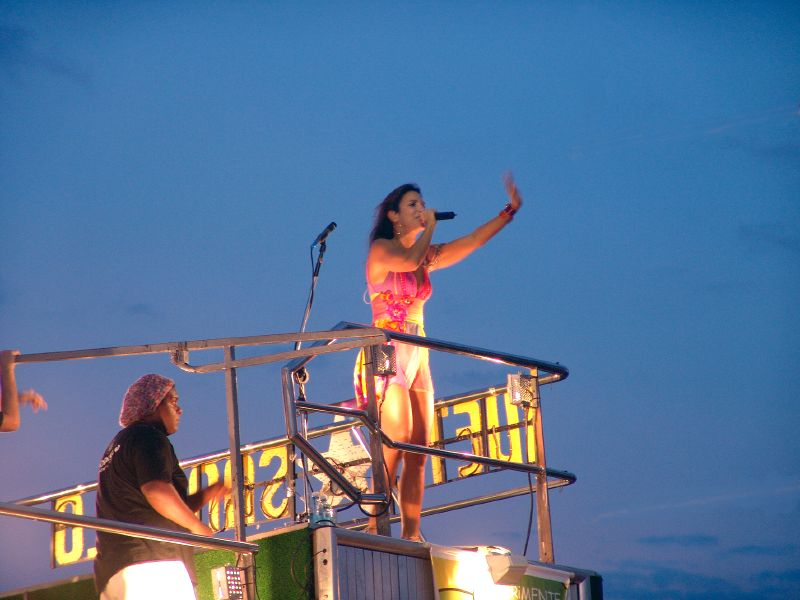
Ivete Sangalo na platformie trio elétrico

W latach 60. na jedną z głównych postaci karnawału w Bahia wyrósł zespół Trio Tapajós, który w tym dziesięcioleciu trzykrotnie zdobywał tytuł zwycięzcy karnawału, przyznawany przez władze miasta. W kolejnych latach zespół występował nie tylko podczas karnawału w Salvadorze, ale także w innych miastach w Brazylii, zyskując wielką popularność. 
Od lat 70. karnawałowym centrum wydarzeń stał się plac Praça Castro Alves. W 1980 r. trio elétrico Traz os Montes wprowadził system tranzystorowy, co zmieniło oblicze karnawału w Bahia. W tym samym roku na ulicach Salvadoru zadebiutował blok Olodum, powstał też inny znany blok afro: Ara Ketu. W 1987 r. narodził się termin “muzyka axé” - tego określenia na muzykę karnawałową z Salvadoru użył po raz pierwszy dziennikarz Hagamenon Brito. 

## Najważniejsze wydarzenia
- 1950 – pierwszy trio elétrico pojawił się na ulicach Salvadoru; tydzień wcześniej w mieście wystąpił zespół Clube Vassourinhas z Recife, zmierzający do Rio de Janeiro. Ich pokaz frevo porwał tłum imprezowiczów, a przygotowujący swój wehikuł Dodô i Osmar, postanowili wówczas dodać głośniki, aby wzmocnić siłę dźwięku[10]
- 1962 - powstaje Os Internacionais, pierwszy karnawałowy blok z Salvadoru
- 1969 - Caetano Veloso komponuje piosenkę Atrás do Trio Elétrico Só Não Vai Quem Já Morreu
- 1970 - centralnym punktem karnawału w Salvadorze zostaje Praça Castro Alves
- 1972 -  zespół Trio Tapajós wykonuje utwór na znak solidarności z Caetano Veloso, który zostaje uwięziony przez reżim wojskowy
- 1974 - Dodô i Osmar obchodzą “srebrne gody” karnawału w Salvadorze i powracają na scenę po 14 latach nieobecności
- 1976 -  zespół Trio Tapajós bierze udział w karnawale w Belo Horizonte i Santos
- 1978 - umiera Dodô
- 1980 -  ciężarówka z głośnikami Traz Os Montes rewolucjonizuje karnawał, wprowadzając nowy system dźwiękowy (wzmacniacz tranzystorowy w miejsce lampowego)
- 1998 - zostaje zainaugurowany pomnik na cześć twórców karnawału w Salvadorze, Dodô i Osmara
- 2016 - tematem przewodnim karnawału jest 100 lat samby - taniec ten narodził się w 1916 r. w Rio de Janeiro, ale w środowisku związanym z muzykami przybyłymi do Rio z Bahia
- 2017 -  tematem karnawału jest Miasto Muzyki (Cidade da Música) w nawiązaniu do przyznania Salvadorowi miejsca w Sieci Miast Kreatywnych UNESCO[11]

## Trasy przemarszu[12]
- Circuito Osmar: biegnie od Campo Grande do Praça Castro Alves, przechodząc przez Rua Chile, Rua Carlos Gomes i Avenida Sete de Setembro. Ma ok. 5 km długości
- Circuito Dodô (znany też pod nazwą Circuito Barra-Ondina): biegnie z Barra do Ondina, zaczyna się przy latarni morskiej Farol da Barra, a kończy się na plaży Praia de Ondina. Jego długość to ok. 4 km.
- Circuito Batatinha: biegnie ulicami Centrum Historycznego, zahacza o plac Largo do Pelourinho i kończy się w Terreiro de Jesus. Nie ma w tym miejscu dużych bloków karnawałowych, bawią się tu głównie dzieci.
- Circuito Sérgio Bezerra: przemarsz bloków, grających na instrumentach dętych i perkusji - od Avenida Oceânica w dzielnicy Barra, do latarni położonej na wzgórzu Morro do Cristo. Trasa została wyznaczona w 2013 r. i jest wykorzystywana w środę przezd oficjalnym karnawałem.
- Circuito Riachão: biegnie od dzielnicy Garcia do Passarela Nelson Maleiro w dzielnicy Campo Grande. Po raz pierwszy trasa została wykorzystana w 2016 r.
- Circuito Mestre Bimba: biegnie od Rua do Norte do Rua do Sítio Caruano, w dzielnicy no Amaralina. Po raz pierwszy trasa została wykorzystana w 2016 r.
- Circuito Orlando Tapajós: zaczyna się przy Avenida Oceânica, na odcinku pomiędzy Clube Espanhol a Largo do Farol da Barra. Po raz pierwszy trasa została wykorzystana w 2016 r.

Poza trasami przemarszu bloków, niektóre dzielnice organizują własne karnawałowe atrakcje, takie jak Palco do Rock (Scena Rocka), który w 2017 roku odbył się już po raz 23. r dzielnicy Pituba. 

## Bloki karnawałowe

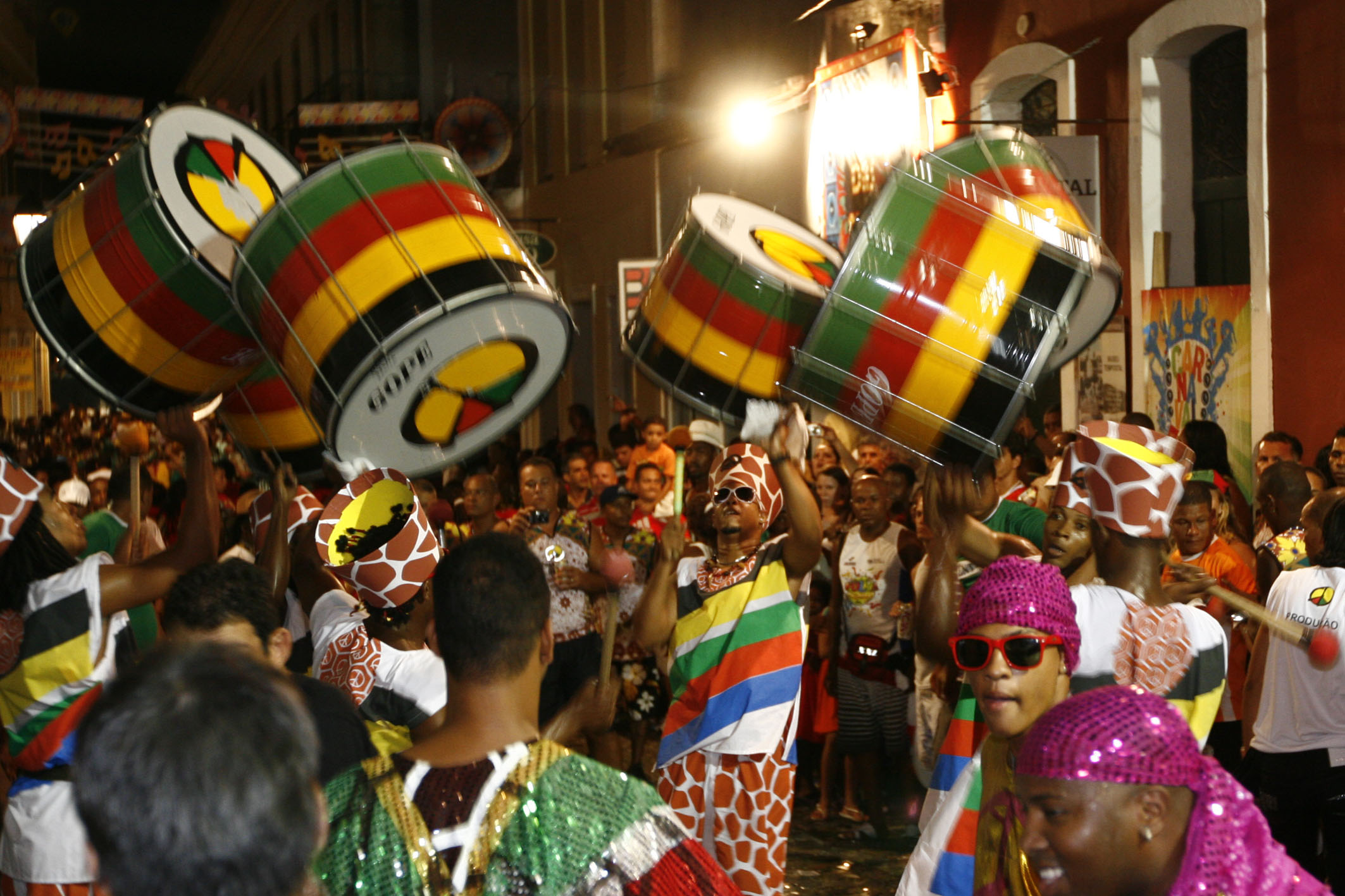
Blok Olodum

Podczas gdy w Rio de Janeiro, bloki karnawałowe przybierają formę zabawy ulicznej, zorganizowanej przez lokalne społeczności, w Salvadorze bloki stanowią oficjalny element karnawału. Wiele znanych zespołów i wykonawców organizuje własne bloki, które prezentują się podczas zabawy. Na blok karnawałowy w Bahia składa się muzyczna ciężarówka (trio elétrico), gdzie na platformie występują artyści. Za samochodem jest wyznaczona strefa dla osób, które kupiły bilety (abadas - są jednocześnie strojem karnawałowym). Strefa ta jest ogrodzona przez sznury (cordão) i chroniona przez wynajęte agencje. Osoby, które nie wykupiły stroju-biletu, wciąż mogą się bawić do muzyki danego bloku, pozostając poza ścisłą strefą cordão. Tłum bez biletu nazywany jest popcornem (pipoca) i coraz więcej bloków zachęca do tej formy uczestnictwa, propagując tzw. Karnawał dla Popcornu (Carnaval Pipoca) lub Karnawał bez Sznura (Carnaval Sem Cordas). Największe gwiazdy publikują w mediach program tego typu zabawy, w której można wziąć udział za darmo.

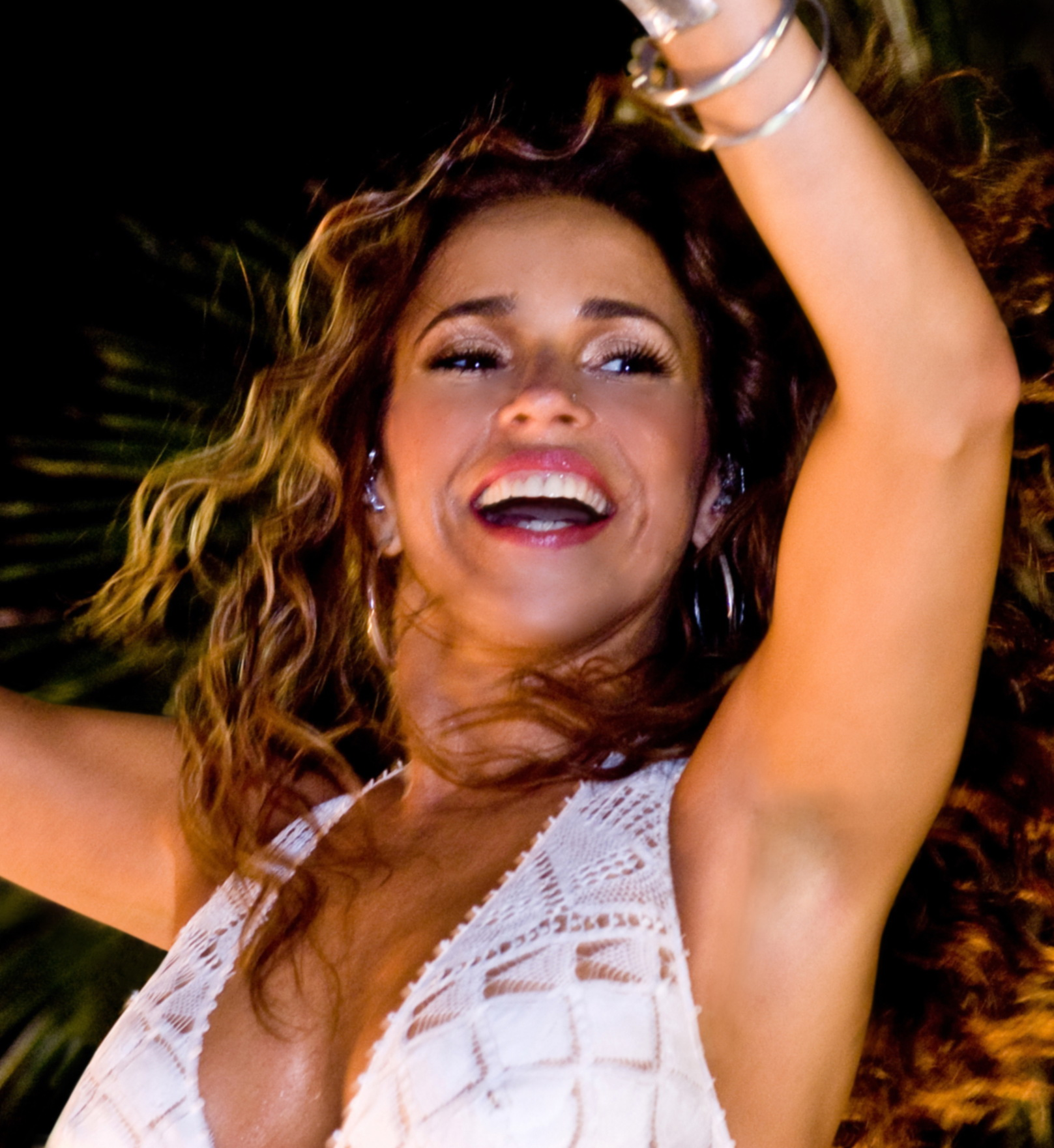
Daniela Mercury

Karnawał w Bahia jest znany głównie z bloków afro i afoxé, takich jak Olodum, Ara Ketu, Ilê Aiyê, Filhos de Gandhy. Bloki afro propagują kulturę afrykańską, a bloki afoxé są to grupy związane z religią candomblé, które podczas karnawału wychodzą na ulice. Pierwszy blok afro w Bahia, Ilê Aiyê, powstał w 1974 r. i wprowadził do karnawału dźwięki muzyki afrykańskiej, co dało początek gatunkowi samba-reggae. Pierwszy blok afoxé to Filhos de Gandhy, utworzony przez pracowników portowych w Salvadorze w 1949 r., składa się z samych mężczyzn, a charakterystycznym elementem ich stroju są niebieskie koszulki i białe ręczniki, zawinięte na głowach. 
Podczas karnawału w Salvadorze obecne są też bloki spoza kultury afrykańskiej. Jest kilka bloków indiańskich oraz bloki nawiązujące do samby (samba-enredo), znanej z karnawału w Rio de Janeiro. 

## Artyści
Karnawał to czas występów największych gwiazd muzyki brazylijskiej. Niektóre z nich posiadają własne bloki karnawałowe, inne występują gościnnie. Karnawał w  Bahia wylansował takich wykonawców i zespoły, jak Luiz Caldas, Chiclete Com Banana, Banda Eva, Ilê Ayê, Olodum, Ara Ketu, Margareth Menezes, Daniela Mercury, Timbalada, Ivete Sangalo, É o Tchan, Claudia Leitte

### Lista bloków i artystów (2017 r.)[17]
|    | Blok                          | Artysta                                           |
| -- | ----------------------------- | ------------------------------------------------- |
| 1  | Camaleão                      | Bell Marques                                      |
| 2  | Vumbora                       | Bell Marques                                      |
| 3  | Coruja                        | Ivete Sangalo                                     |
| 4  | Inter                         | Psirico                                           |
| 5  | Alô Inter/Burburinho          | Duas Medidas                                      |
| 6  | Cerveja & Cia                 | Ivete Sangalo                                     |
| 7  | Crocodilo                     | Daniela Mercury                                   |
| 8  | Bloco Meu e Seu               | Harmonia do Samba                                 |
| 9  | Reduto do Samba               | Harmonia do Samba                                 |
| 11 | Timbalada                     | Timbalada                                         |
| 12 | Banana Coral                  | Rafa e Pipo Marques                               |
| 13 | Largadinho                    | Claudia Leitte                                    |
| 14 | Cocobambu                     | Wesley Safadão                                    |
| 15 | Fissura                       | Tomate                                            |
| 16 | Pirraça                       | Matheus & Kauan                                   |
| 17 | Bloco Balada                  | Léo Santana                                       |
| 18 | Baby Leguas / Blow Out        | Claudia Leitte                                    |
| 19 | Bloco Eva                     | Banda EVA                                         |
| 20 | Chá Rosa – Eu Vou             | Alinne Rosa                                       |
| 21 | Bloco Me Abraça               | Durval Lelys                                      |
| 22 | Harém                         | Alexandre Peixe                                   |
| 23 | Praieiro                      | Jammil                                            |
| 24 | Bloco Olodum                  | Banda Olodum                                      |
| 25 | Cortejo Afro                  | Banda Cortejo Afro                                |
| 26 | Bloco Algodão Doce            | różni artyści                                     |
| 27 | Bloco Happy                   | Tio Paulinho, Selva Branca                        |
| 28 | Broder                        | Banda La Furia                                    |
| 29 | Bloco Amor & Paixão           | Nelson Rufino, Batifun, Movimento e Fora da Mídia |
| 30 | Pagode Total                  | É o Tchan                                         |
| 31 | Bloco Vem Sambar              | Exaltasamba e Fora da Mídia                       |
| 32 | Bloco dos Servidores Públicos | Banda Babado Novo                                 |
| 33 | Rodopiô                       | Gang do Samba, Denny Palma e Maurício Perez       |